# Johann Bernhard Logier

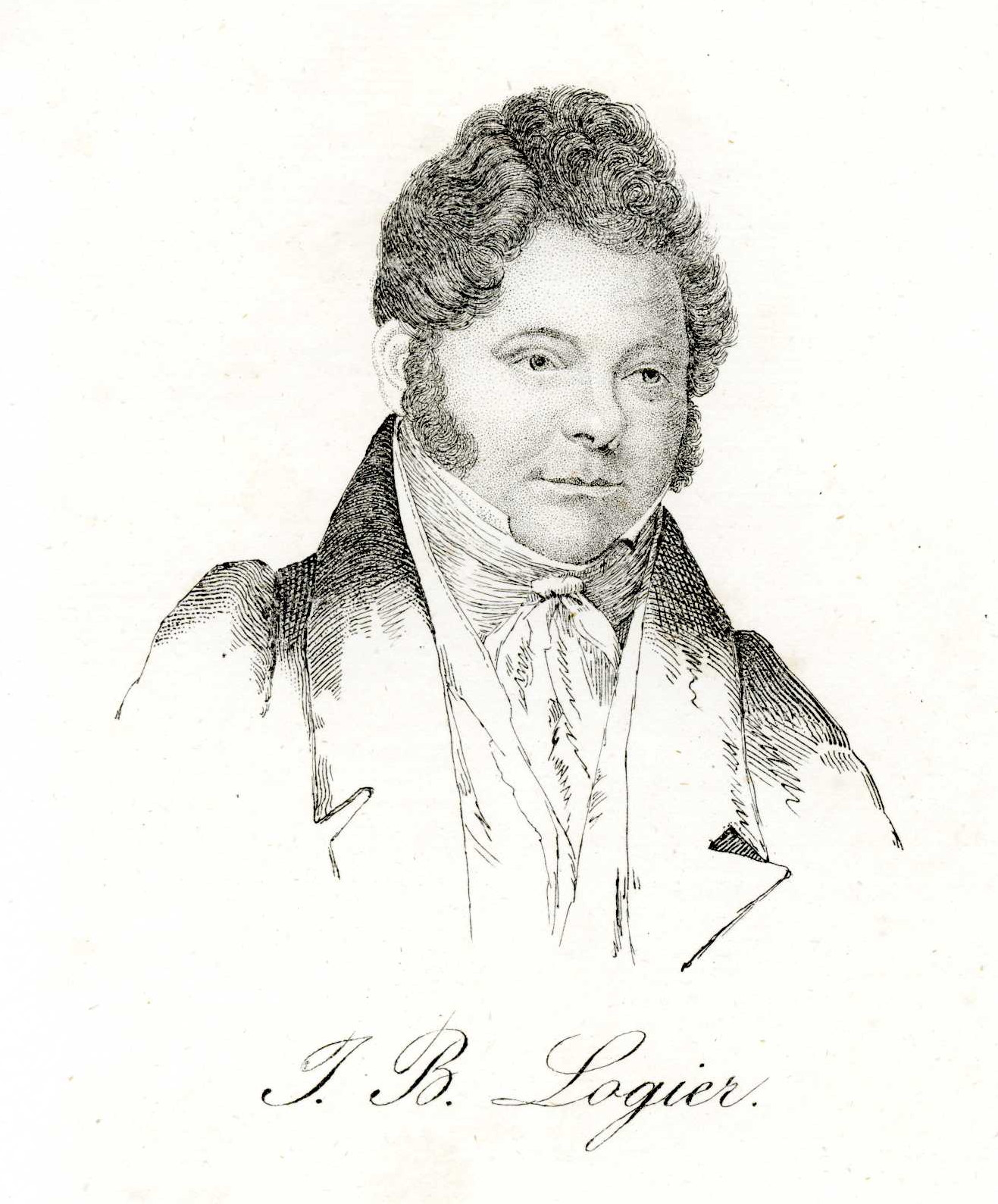
Porträt von Johann Bernhard Logier, 19. Jahrhundert

Johann Bernhard Logier (* 9. Februar 1777 in Kassel; † 27. Juli 1846 in Dublin) war ein deutscher Musiker, Komponist und Musikpädagoge.

## Biografie
Johann Bernhard Logier erhielt ersten Musikunterricht (Flöte und Musiktheorie) von seinem Vater. Er lebte ab 1784 in Marburg und ab 1791 in England, wo er zuerst als Flötist in einer Militärkapelle arbeitete und später deren Musikdirektor wurde. Kurzfristig arbeitete er als Organist, danach (1809/1810) als Musikdirektor am Private Royal Hibernian Theatre in Dublin.
Anschließend stellte er seine Tätigkeiten als Musiker ein, wurde Musikalienhändler und erteilte nebenbei Klavierunterricht. Die hier gesammelten Erfahrungen fasste er zu einer Methode (System of Musical Education) zusammen, die er sich 1814 patentieren ließ und durch geschickte Propaganda erst in Irland, Schottland und England zu veröffentlichen wusste. Auch in den USA wurden seine Veröffentlichungen bekannt, wo bis 1959 nach seiner Methode unterrichtet wurde. Die Logier’sche Methode des instrumentalen Gruppenunterrichts in Klavierspiel und Musiktheorie fand zahlreiche Fürsprecher und Nachahmer. Während seiner Lehrzeit zwischen 1822 und 1826 breitete sich seine Methode rasch über ganz Deutschland aus, teilweise auch ins benachbarte Ausland.  1817 schloss er sich mit Friedrich Kalkbrenner und Samuel Webbe Junior (1770–1843) zusammen und unterrichtete gemeinsam mit ihnen. Die Einführung des Systems in Frankreich scheiterte.
Viele andere berühmte Persönlichkeiten lernten bei Logier, manche von Anfang an das Klavierspiel und Musiktheorie, andere kamen später zu Studienzwecken, um sich dessen System zu eigen zu machen. Darunter Jonathan Blewitt (1782–1853), Christian Friedrich Johann Girschner (1794–1860) und Josef Proksch (1794–1864). Richard Wagner schreibt in seiner Autobiografie, dass er als Jugendlicher mit Logiers Buch System der Musikwissenschaften und der praktischen Komposition begann, die Grundlagen zu lernen, und kurioserweise seine angehäuften Ausleihgebühren den eigentlichen Kaufwert des Buches bald überstiegen.
Im Jahr 1822 wurde von holländischen Musikliebhabern die Zuid Afrikaans Muziek Gezelschap in Kapstadt gegründet, 1826 die erste Musikschule, deren Leiter J. B. Logiers Sohn Friedrich Logier war. Dieser führte sowohl den Chiroplasten als auch den Gruppenunterricht ein, die Prüfungen fanden öffentlich statt.
Nach seinem Berlin-Aufenthalt 1822–1826, wo er die Einführung seiner Methode unterstützte, kehrte Logier nach London zurück und wurde Ehrenmitglied der Royal Academy of Music. 1829 begab er sich nach Dublin, wo er wieder als Musikalienhändler und Klavierlehrer arbeitete, und verstarb dort im Alter von 69 Jahren.
Ein wesentliches Merkmal seines Systems war der Chiroplast, ein Handbildner, der die Handhaltung der Schüler optimieren sollte. Über den Erfinder dieses Geräts gibt es unterschiedliche Angaben in historischen Quellen, einige bezeichnen ihn, andere Gottfried Finger (um 1700) als Erfinder.
Seine Kompositionen spielten eine nur untergeordnete Rolle.

## Werke (Auswahl)
- Fare Well, Sweet Maid, Glee für 4 Streicher
- Believe me, I never can rove
- The Jubilee Ode, Ouvertüre und Musik zum Melodrama Brian Boroihma
- The Battle of Trafalgar, Grosses Charakterstück für Militärmusik op.6
- A Grand Concerto, für Klavier und Orchester op. 13
- Sonate für Klavier, Flöte und Violoncello op. 7
- Sonate für Klavier und Flöte mit Variationen op. 8
- A Grand Sonate für Klavier, Violine (Flöte) und Violoncello op. 23
- Admiral Benbow, Air mit Variationen für Klavier
- An English Military Air mit Variationen für Klavier
- The Celebrated Spanish Bolero, arrangiert als Rondo für Klavier
- Trio für Klavier zu 6 Händen Nr. 1 op. 16 u. Nr. 2 op. 17
- Une Introduction, Fugue et 2 Canons für Klavier zu 4 Händen op. 18

## Schriften (Auswahl)
- An Explanation and Description of the Royal Patent Chiroplast or Hand-Director, London 1816
- An Authentic Account of the Examination of Pupils, London 1818
- A Refutation of the Fallacies and Misrepresentations, London 1818
- A Short Account of the Progress of J.B. Logier's 'System of Musical Education' in Berlin, London 1824
- Programme of a Public Examination of Mr. Logier's Pupils in the Theory and Practice of Music, Dublin 1834
- System der Musikwissenschaften und der praktischen Komposition. (auch frz. u. engl.), Berlin 1827
- Nachträgliche Sammlung von Aufgaben und Beispielen zu J.B. Logier's System der Musikwissenschaften und der praktischen Komposition. Berlin 1827
- A Companion to the Royal Patent Chiroplast, London (1815?)
- Sequel to the Chiroplast Companion, London (1815?)
- The First Companion to the Royal Patent Chiroplast, London 1820

## Zeitgenössische Diskussion um die Logier’sche Methode
Im Jahr 1821 reiste Franz Stoepel (1794–1836) im Auftrag des „königl. Preußischen Ministeriums des Cultus zu Berlin“ nach London, um die dort von Logier unter dem Titel System of musical Education veröffentlichte Lehrmethode zu prüfen und „wo möglich anzueignen“. Hier erhielt er von Logier Unterweisung in dessen Methode, reiste nach eigener Darstellung im August 1821 nach Berlin zurück und eröffnete unter anderem dort und in Potsdam Musiklehranstalten „im Sinne und Geiste Logiers“.
Er übersetzte dessen System in die deutsche Sprache und veröffentlichte dieses unter dem Titel Neues System der Harmonielehre und des Unterrichts im Pianofortespiel von D. Franz Stoepel, unterteilt in drei „Hauptabtheilungen: I. Die Kunst zwanzig und mehrere Schüler zugleich im Pianofortespiel und in der Theorie der Harmonie zu unterrichten. II. Übungen für das Pianoforte von und nach Logier. III Neues System der Harmonielehre oder die Kunst des reinen Satzes in der Musik u. s. w.“
In dem 1826 veröffentlichten Artikel Streit über die Logiersche Methode greift Logier diese Übersetzung scharf an. Zum einen würde die Übersetzung manche Themen zwar vollständig, andere „in einer durchaus zweckwidrigen Reihenfolge“ abbilden, zum anderen bemängelt er ungenügende Kennzeichnung des Erfinders des Systems. Er wirft Stoepel vor, bei seinem Besuch 1821 in London zwar den Unterricht besucht, sich aber aufgrund seiner mangelhaften englischen Sprachkenntnisse ein nur mangelhaftes Bild der Logier’schen Methode gemacht und diese vorschnell sinnentleert und ohne fundierte Kenntnisse ins Deutsche übertragen zu haben. Auch sei Stoepel zu früh nach Berlin zurückgekehrt, um mehr als nur unvollständige Grundkenntnisse zu erfahren, geschweige denn eine „genügende Darstellung bilden“, was seiner „Lehrart Eigenthümliches ist“.
Die preußische Regierung lud Logier im Jahr 1822 nach Berlin ein, um Stoepel „bei der Eröffnung einer Akademie behilflich zu sein“, dieser Einladung folgte Logier 1822.
Nach eigener Darstellung im Artikel der Allgemeinen Schulzeitung reiste er im September 1821 zu einem kurzen Aufenthalt nach Berlin, wo er Stoepel nicht in der Lage sah, von seinem „Systeme einige Rechenschaft zu geben“. Daraufhin ersuchte er Minister von Altenstein um eine Genehmigung, dieses System selbst in Berlin einzuführen, welche er ihm erteilte. Daraufhin kehrte Logier 1822 nach Berlin zurück, woraufhin Stoepels „Wirksamkeit erlosch“, und übernahm die Lehrtätigkeit, konnte aber nicht verhindern, dass Franz Stoepel weiterhin in Frankfurt am Main und Erfurt unterrichtete.
Logiers Darstellung zufolge war der Anlass des kritischen Artikels weder die von ihm entlehnte Lehrweise noch der Namensmissbrauch, den Stoepel seiner Meinung nach betrieb, sondern sowohl die aus Logiers Sicht auf sinnwidrige Weise veränderte Übersetzung ins Deutsche als auch die nur unzureichende Kennzeichnung mit seinem Namen.
Stoepel entgegnete 1826 jedoch mit der Tatsache, dass ihm dieser während seines Aufenthaltes zum Studium der Logier’schen Methode in London 1821 die Summe von 100 Guineen angeboten hatte, sollte er eine Akademie in Berlin einrichten, was Stoepel jedoch dankend ablehnte. Auch habe ihm Logier bei seinen Besuchen stets Beifall gezollt über Durchführung und Ergebnis seines Unterrichts und ihn ermutigt, Musiklehrer in seinem Sinne auszubilden.
Ein weiterer Schüler Logiers war der spätere Musikerzieher Ernst Julius Hentschel (1804–1875), der im Alter von 18 Jahren noch vor Beendigung seiner Ausbildung als Hilfslehrer am Lehrerseminar in Weißenfels arbeitete und 1823 vom Ministerium zu Studienzwecken zu Logier entsandt wurde. Dieser bot ihm an, zu ihm „in ständige Verbindung“ zu treten, was Hentschel ablehnte.
Im Jahr 1826 veröffentlichte Hentschel in der Allgemeinen Schulzeitung den Artikel Über die Logiersche Methode, in dem er Logiers Ausführungen gegenüber Franz Stoepel (Über die Logiersche Musiklehrweise) verteidigt. Stoepel habe Logier aufgrund wissenschaftlicher Belange kritisiert, dessen Werk habe jedoch keine philosophische, sondern vielmehr eine pädagogische Grundlage, daher sei nicht das System, sondern seine Methode zu kritisieren. Stoepel ginge davon aus, das Werk Logiers versuche eine philosophische Wissenschaft darzustellen, von dem aus sich die Lehrweise von selbst herausbildet. Sie sei nicht mehr und nicht weniger aus wissenschaftlichen Grundlagen herausgebildet wie andere Systeme auch und von Logier dazu entwickelt worden, um „seine Schüler auf möglichst kurzen und ebenen Wege zu guten Musikern zu bilden; und durch diese Aufgabe sind ihre wahren Eigenthümlichkeiten bedingt“.
Weiter schreibt er, dieses System fuße auf der Erkenntnis, die Ausbildung sowohl am Klavier als auch in Musiktheorie sei voneinander abhängig und bedingte einander; das Eine sei ohne das Andere nicht denkbar. Das sei zwar nichts Neues, doch die Logiersche Methode weiche von Gewöhnlichen ab und sei besser als andere: sowohl das Notenlesen als auch das gleichzeitige Spiel auf dem Klavier würde mit größter Leichtigkeit erlernt, da sich der Tonumfang zuerst im Quintraum bewege und beides mit Handbildner (Chiroplast) und Notenbrett unterstützt würde. Durch den Gruppenunterricht, in dem bis zu zwanzig Schüler gleichzeitig spielen und den Takt laut mitzählen, würde das Takthalten schneller gelernt als mit jeder anderen Methode. Die Motivation zum häuslichen Üben würde durch die Pflicht gesteigert, die erlernten Aufgaben wenigstens einmal pro Unterrichtseinheit der gesamten Klasse vorzutragen, um öffentlichem Tadel zu entgehen; zudem träten sie in einen Wettbewerb, sodass sie noch eifriger arbeiten.